# Vienna Vikings 2010
Questa voce raccoglie le informazioni riguardanti i Vienna Vikings nelle competizioni ufficiali della stagione 2010.

## Maschile

### Austrian Football League 2010

#### Stagione regolare
| Vienna 28 marzo 2010, ore 15:00 1ª giornata | Vienna Vikings | 56 – 16 (14-0 28-0 7-0 7-16) | Sankt Pölten Invaders | Hohe Warte Stadion (3000 spett.) |

| Itzling 10 aprile 2010, ore 15:00 2ª giornata | Salzburg Bulls | 0 – 50 (0-14 0-14 0-7 0-15) | Vienna Vikings | ASV-Platz (680 spett.) |

| Innsbruck 24 aprile 2010, ore 15:00 3ª giornata | Tirol Raiders | 50 – 22 (9-7 21-6 14-7 6-2) | Vienna Vikings | Tivoli-Neu Stadion (4200 spett.) |

| Vienna 9 maggio 2010, ore 15:00 4ª giornata | Vienna Vikings | 27 – 24 (7-7 13-10 0-7 7-0) | Graz Giants | Hohe Warte Stadion (3500 spett.) |

| Vienna 23 maggio 2010, ore 14:00 5ª giornata | Vienna Vikings | 21 – 0 (7-0 7-0 7-0 0-0) | Prague Panthers | Hohe Warte Stadion (3500 spett.) |

| Korneuburg 12 giugno 2010, ore 18:00 6ª giornata | Danube Dragons | 28 – 3 (7-0 14-3 7-0 0-0) | Vienna Vikings | Rattenfängerstadion (1100 spett.) |

##### Playoff
| Korneuburg 26 giugno 2010, ore 18:00 Semifinale | Danube Dragons | 31 – 24 (3-7 7-7 14-0 7-10) | Vienna Vikings | Rattenfängerstadion (1300 spett.) |

### European Football League 2010

#### Stagione regolare
| Bolzano 18 aprile 2010, ore 15:00 CEST 2ª giornata | Giants Bolzano | 0 – 35 (a tavolino) referto | Vienna Vikings | Stadio Europa |

| Vienna 2 maggio 2010, ore 15:00 CEST 3ª giornata | Vienna Vikings | 24 – 0 (7-0 10-0 7-0 0-0) referto | Badalona Dracs | Hohe Warte Stadion |

#### Playoff
| 15 maggio 2010 Quarti di finale | Flash de La Courneuve | 7 – 44 (0-14 0-14 7-16 0-0) | Vienna Vikings |  |

| Vienna 6 giugno 2010 Semifinale | Vienna Vikings | 38 – 22 | Graz Giants | Hohe Warte Stadion |

| Arbitro: | Monmerqué |

| |           | |
| James Q1 (TD) 5yd run Kramberger Q1 (pat) Brannon Q2 (TD) 67yd interception return Kramberger Q2 (pat) Calhoun Q2 (TD) 18yd pass from Gross Kramberger Q2 (pat) Calhoun Q3 (TD) 20yd pass from Gross Kramberger Q3 (pat) Kramberger Q4 (FG) 25yd | Marcatori | Wise Q1 (TD) 24yd run Scharweit Q1 (pat) Scharweit Q2 (FG) 37yd Emslander Q2 (TD) 47yd pass from Callahan Scharweit Q2 (pat) Wise Q3 (TD) 5yd run Scharweit Q3 (pat) Callahan Q3 (TD) 24yd run Scharweit Q3 (pat) Scharweit Q4 (FG) 52yd |

### Statistiche di squadra
| Competizione            | %Vittorie | In casa | In casa | In casa | In casa | In casa | In casa | In trasferta | In trasferta | In trasferta | In trasferta | In trasferta | In trasferta | Totale | Totale | Totale | Totale | Totale | Totale |
| Competizione            | %Vittorie | G       | V       | N       | P       | Pf      | Ps      | G            | V            | N            | P            | Pf           | Ps           | G      | V      | N      | P      | Pf     | Ps     |
| ----------------------- | --------- | ------- | ------- | ------- | ------- | ------- | ------- | ------------ | ------------ | ------------ | ------------ | ------------ | ------------ | ------ | ------ | ------ | ------ | ------ | ------ |
| AFL - Stagione regolare | .667      | 3       | 3       | 0       | 0       | 104     | 40      | 3            | 1            | 0            | 2            | 75           | 78           | 6      | 4      | 0      | 2      | 179    | 118    |
| AFL - Playoff           | .000      | 0       | 0       | 0       | 0       | 0       | 0       | 1            | 0            | 0            | 1            | 24           | 31           | 1      | 0      | 0      | 1      | 24     | 31     |
| EFL - Stagione regolare | 1.000     | 1       | 1       | 0       | 0       | 24      | 0       | 1            | 1            | 0            | 0            | 35           | 0            | 2      | 2      | 0      | 0      | 59     | 0      |
| EFL - Playoff           | .667      | 2       | 1       | 0       | 1       | 69      | 56      | 1            | 1            | 0            | 0            | 44           | 7            | 3      | 2      | 0      | 1      | 113    | 63     |
| Totale                  | .667      | 6       | 5       | 0       | 1       | 197     | 96      | 6            | 3            | 0            | 3            | 178          | 116          | 12     | 8      | 0      | 4      | 375    | 212    |

## Femminile

### Austrian Football Division Ladies 2010

#### Stagione regolare
| 16 maggio 2010 2ª giornata | Budapest Wolves Ladies | 0 – 36 | Vienna Vikings Ladies |  |

| 3 giugno 2010 3ª giornata | Vienna Vikings Ladies | 32 – 12 (12-6 0-0 14-0 6-6) | Lower Austria Titans Ladies/ Graz Black Widows |  |

| 26 settembre 2010 4ª giornata | Vienna Vikings Ladies | 29 – 0 | Budapest Wolves Ladies | (200 spett.) |

| 3 ottobre 2010 5ª giornata | Lower Austria Titans Ladies /Graz Black Widows | 0 – 28 | Vienna Vikings Ladies |  |

#### Playoff
| 7 novembre 2010 Ladies Bowl | Vienna Vikings Ladies | 40 – 24 (6-6 0-6 8-6 26-6) | Lower Austria Titans Ladies/ Graz Black Widows |  |

### Statistiche di squadra
| Competizione      | %Vittorie | In casa | In casa | In casa | In casa | In casa | In casa | In trasferta | In trasferta | In trasferta | In trasferta | In trasferta | In trasferta | Totale | Totale | Totale | Totale | Totale | Totale |
| Competizione      | %Vittorie | G       | V       | N       | P       | Pf      | Ps      | G            | V            | N            | P            | Pf           | Ps           | G      | V      | N      | P      | Pf     | Ps     |
| ----------------- | --------- | ------- | ------- | ------- | ------- | ------- | ------- | ------------ | ------------ | ------------ | ------------ | ------------ | ------------ | ------ | ------ | ------ | ------ | ------ | ------ |
| Stagione regolare | 1.000     | 2       | 2       | 0       | 0       | 61      | 12      | 2            | 2            | 0            | 0            | 64           | 0            | 4      | 4      | 0      | 0      | 125    | 12     |
| Ladies Bowl       | 1.000     | 1       | 1       | 0       | 0       | 40      | 24      | 0            | 0            | 0            | 0            | 0            | 0            | 1      | 1      | 0      | 0      | 40     | 24     |
| Totale            | 1.000     | 3       | 3       | 0       | 0       | 101     | 36      | 2            | 2            | 0            | 0            | 64           | 0            | 5      | 5      | 0      | 0      | 165    | 36     |